# Bookmaker Ratings
Bookmaker Ratings es una publicación en línea internacional que media entre jugadores y casas de apuestas y también analiza las opiniones de los usuarios de las casas de apuestas.
Bookmaker Ratings fue fundado por Paruyr Shahbazyan en 2012.
También en 2012, Bookmaker Ratings fueron noticia al ser llamados a investigar un posible amaño entre  Khimki y Petrotrest en la liga rusa. Más tarde, fueron interpelados por la UEFA para identificar cualquier tipo de irregularidad o incidente.
Bookmaker Ratings  no sólo intentan solucionar disputas entre jugadores y casas de apuestas sino que también tiene un sistema de clasificación independiente donde las casas de apuestas son analizadas y puntuadas en una escala del 1 al 5 en varios criterios que incluyen: fiabilidad, velocidad de pagos, soporte de cliente y valor de las cuotas. Este sistema de índices es regularmente actualizado, incluyendo las nuevas casas de apuestas.
El sitio web, el cual es disponible en cuatro lenguas, publica diariamente apostando consejos para varios deportes, escritos por los autores del sitio quiénes varían de periodistas a ex-los jugadores que incluyen comentarista Konstantin Genich y número mundial anterior 5 jugador de tenis Anna Chakvetadze. Otros expertos antiguamente han incluido fútbol ganador de Taza Mundial Fabio Cannavaro y anterior heavyweight campeón de boxeo Nikolai Valuev.
Bookmaker Medias de índices 1.2 millones de golpes un mes, 350,000 de los cuales son visitantes únicos . Durante Bookmaker Índices' cuatro años de existencia, han ayudado jugadores de reembolso más de 1.4m dólares de EE. UU.
En mayo de 2016, Bookmaker los índices crearon su 'plataforma de Handicap', que permite a los usuarios escribir sus propios pronósticos deportivos para los próximos partidos.
El sitio también contiene una sección qué ofrece a los lectores las últimas noticias acerca de las casas de apuestas así como de los bonos de bienvenida que estos ofrecen y una enciclopedia en la que encontrar todo acerca de las casas de apuesta. Además, Bookmaker Ratings cuenta con canal de YouTube propio.En 2018 se crea la versión española, la única orientada a un país de la Eurozona.

## Editor Jefe
- Bradley Gibbs (2015- )[4]

## Premios
- Betting Awards 2015 - Ganador por su nominación a "mejor portal de internet sobre apuestas deportivas[5]
- Betting Awards 2016 - Ganador por su nominación a "mejor portal de internet sobre apuestas deportivas[6]
- iGB Afiliate Awards 2017 - Agregado a la lista en la categoría de 'Mejor Sitio en Lengua Extranjera[7]